# السيخية في إندونيسيا
السيخية في إندونيسيا هي أقلية دينية صغيرة، وهناك بين 10,000 إلى 15,000 سيخي في إندونيسيا.